# Jerbu de Firouz
El jerbu de Firouz (Allactaga firouzi) és una espècie de mamífer rosegador de la família dels dipòdids. És endèmic de la província d'Esfahan (Iran), on viu a una altitud d'aproximadament 2.250 msnm. El seu hàbitat natural són les estepes de muntanya de sòl gravenc. No se sap res sobre la seva abundància. Es desconeix si hi ha cap amenaça significativa per a la supervivència d'aquesta espècie. Fou anomenat en honor del polític i ecologista iranià Eskandar Firouz.